# Бибиков, Илларион Илларионович
Илларион Илларионович Бибиков (21 апреля 1880, Санкт-Петербург — 8-9 сентября 1944, Брест (либо 6 июня 1944, Шербур) — русский морской офицер, капитан 2-го ранга. Георгиевский кавалер, участник Цусимского похода.

## Биография
- 1898 — Поступил на службу.
- 1901 — Окончил Морской кадетский корпус.
- 6 мая 1901 — Мичман.
- 1904 — Назначен во Вторую тихоокеанскую эскадру вахтенным офицером эскадренного броненосца «Орёл».
- 14 февраля 1905 — В Носси-Бе (Мадагаскар) списан с корабля по болезни и отправлен на лечение в Россию.
- 1907 — Командир речной канонерской лодки «Зырянин» в составе Амурской флотилии.
- 1911 — Переведён на Балтийский флот, зачислен в 1-й Балтийский флотский экипаж.
- 1913—1914 — Старший офицер учебного судна «Рында».
- 1 января 1915 — Капитан 2-го ранга (за отличие), командир эсминца «Деятельный».
- 1917 — Состоял при Особом отделении командования БФ (контрразведка).
- 1918 — Начальник Военно-морской миссии при военном отделе Центрального Комитета Балтийского флота.
- 30 апреля 1918 — Уволен со службы.
- Декабрь 1919 — В Ревеле на лечении воспаления лёгких.

Эмигрировал во Францию. В 1932 году вышел из кают-компании в Париже в Морское собрание; в 1939 году находился в Париже. Во время войны, испытывая нужду, поступил на работу переводчиком к немцам. В ноябре 1943 года с семьёй переехал в Брест, где продолжал работать переводчиком на базе немецких подводных лодок. Погиб вместе с женой и двумя детьми в ночь с 8 на 9 сентября 1944 года в Бресте во время бомбардировки союзников, в результате взрыва в подземном убежище на площади Сади Карно (по другой версии - 6 июня 1944 в Шербуре, во время бомбардировки союзников ).

### Семья
Отец — Илларион Михайлович Бибиков (23.6.1852 — 1910), сын Михаила Илларионовича Бибикова (21.10.1818 — 15.3.1881, Москва; отставной майор уланского полка в Ямбурге, адъютант губернатора Сибири) и Софьи Никитичны (урожд. Муравьёва, после осуждения отца решением царя дана фамилия «Никитина»; 9.5.1826 — 7.4.1892, Москва), дочери сосланного на каторгу в Сибирь декабриста Никиты Михайловича Муравьёва (1795—1843) и Александры Григорьевны (урожд. графиня Чернышёва; 1804—1832). Участник турецкой войны (1877—1878), кавалер орденов св. Анны, св. Станислава, св. Владимира; вышел в отставку полковником; с 1898 года — коллежский советник, директор хозяйственной части Одесского института благородных девиц; в 1904 году — комиссионер Красного Креста, заведовал лазаретом Её Величества императрицы Александры Фёдоровны Крестовоздвиженской общины на японском фронте (Мукден); помещик с. Заралово Ряжского уезда.
Мать — Людвига (Людмила) Северовна (урожд. Макс [Маркс]).
Братья:
- Сергей (1882 — ?), гардемарин Морского кадетского корпуса; с 1914 г. доброволец в гвардейском Драгунском полку, участвовал в гражданской войне; женат на дочери Александра Александровича Шилдкнехта, поручика[10][11];
- Никита (1890 — ?), капитан 2-го ранга, командир эсминца «Азард» (1917)[12]; женат на Лидии Николаевне[13].

Сёстры:
- Софья (? — ?)[14];
- Александра (? — ?), замужем за Павлом Павловичем Гротеном, командиром Сумского гусарского полка, помощником коменданта Зимнего дворца, генерал-майором Свиты[15][16];

Жена — [имя не установлено].
Жена — Ольга Степановна Яроцкая (1893 — 8-9.9.1944, Брест).

Дети:
- Дмитрий (? — 8-9.9.1944, Брест)[4]
- Наталья (1.5.1930, Париж — 8-9.9.1944, Брест)[4][19]

### Обстоятельства и вопрос о дате и месте смерти
Во многих источниках в русскоязычном интернете, включая специализированные форумы и вики-проекты, в качестве даты и места смерти указывается 6 июня 1944 года, Шербур.
Однако согласно воспоминаниям Н. А. Кривошеиной «Четыре трети нашей жизни» (см. список литературы), а также книге протоиерея Бориса Старка "По страницам синодика", Илларион Илларионович Бибиков вместе с семьёй погиб при взрыве в подземном убежище на площади Сади Карно, ставшем центральной трагедией осады французского Бреста (единовеременно погибло около тысячи человек, опознано и перечислено более 300)
В силу путаницы, возникшей вследствие незнакомства французски чиновников с русским языком, а также общей ситуации города, пережившего штурм и взятие, списки оказались неточными, и до сих пор уточняются. К примеру фамилия "Двигубский" ("Dvigoubsky"), фигурирующая в архивных материалах, в машинописном списке жертв фигурирует как "Dvibousky". В этом же списке фигурируют всего три лица с фамилией "Bibikoff", в том числе "Bibikoff, Sonia". Однако же по совокупности данных (три архивных документа, свидетельствующих об установленных смертях Ольги, Владимира и Натальи Бибиковых в одном и том же месте в одно и то же время, воспоминания Кривошеиной, воспоминания Бориса Старка) следует признать наиболее вероятными датой и местом гибели семьи Бибиковых ночь с 8 на 9 сентября 1944 года в Бресте.
Цитата из воспоминаний Н.А. Кривошеиной:
Н.А. Кривошеина, "Четыре трети нашей жизни":

Восьмого сентября в  тиши и безопасности подземного туннеля праздновали
именины  Наташи  Бибиковой  (ей  уж было  14 лет),  а также и  матушки, жены
священника русской православной церкви  Бреста. Впрочем,  кюре из Брестского
Собора тоже остался—оба говорили: капитан судна не покидает! Около десяти
вечера тушили  освещение,  а  очередной дежурный шел наверх, на площадь, где
рядом со входом в подземелье был установлен движок. В тот вечер дежурным был
некто Войно-Панченко; я его немножко знала, и все, что случилось после ухода
Сюшэ, рассказал уж позже он.
     В этот вечер после тяжелой бомбежки чины батальона  Тод (род саперов—в это  время  там были старички  лет по  60 и  мальчики  от  14 до  16  лет)
отказались  выйти на уборку разбитого квартала и снизу  из  гавани  вошли  в
потайной ход и там спрятались. К вечеру  гестаповцы пришли за ними, стали их
палками выгонять, началась перестрелка, и кто-то из Гестапо бросил несколько
гранат,  часть попала  в ящики  с  "медикаментами",  но...  под  брезентом с
красным крестом  оказался  склад боеприпасов,  произошел  невероятный взрыв,
волна гремучего  газа  понеслась наверх,  к выходу в город, сжигая и губя по
дороге всех, кто там был.
     Американская военная комиссия  только в начале декабря выехала в  Брест
для  осмотра  этого   бомбоубежища,   а  Войно-Панченко,  как   единственный
оставшийся  в  живых  из всех  бывших там  в тот  вечер, был  при  этом  как
свидетель, дежуривший у движка. Он тогда в вечер взрыва внезапно увидал, как
из  узкой лестницы, ведшей в убежище, с невероятным грохотом вырвалось пламя
метров  30-40 высоты.  Его бросило на землю и  оглушило;  придя  в  себя, он
попытался  было  спуститься  вниз,  но  тяжелая  чугунная   решетка  наглухо
закрылась волной воздуха, и в декабре американцы с трудом смогли ее открыть.
Никого живого  там  не  осталось;  всего  погибло  около  тысячи  жителей  и
четырехсот тодовцев. Погибла и вся семья Бибиковых.

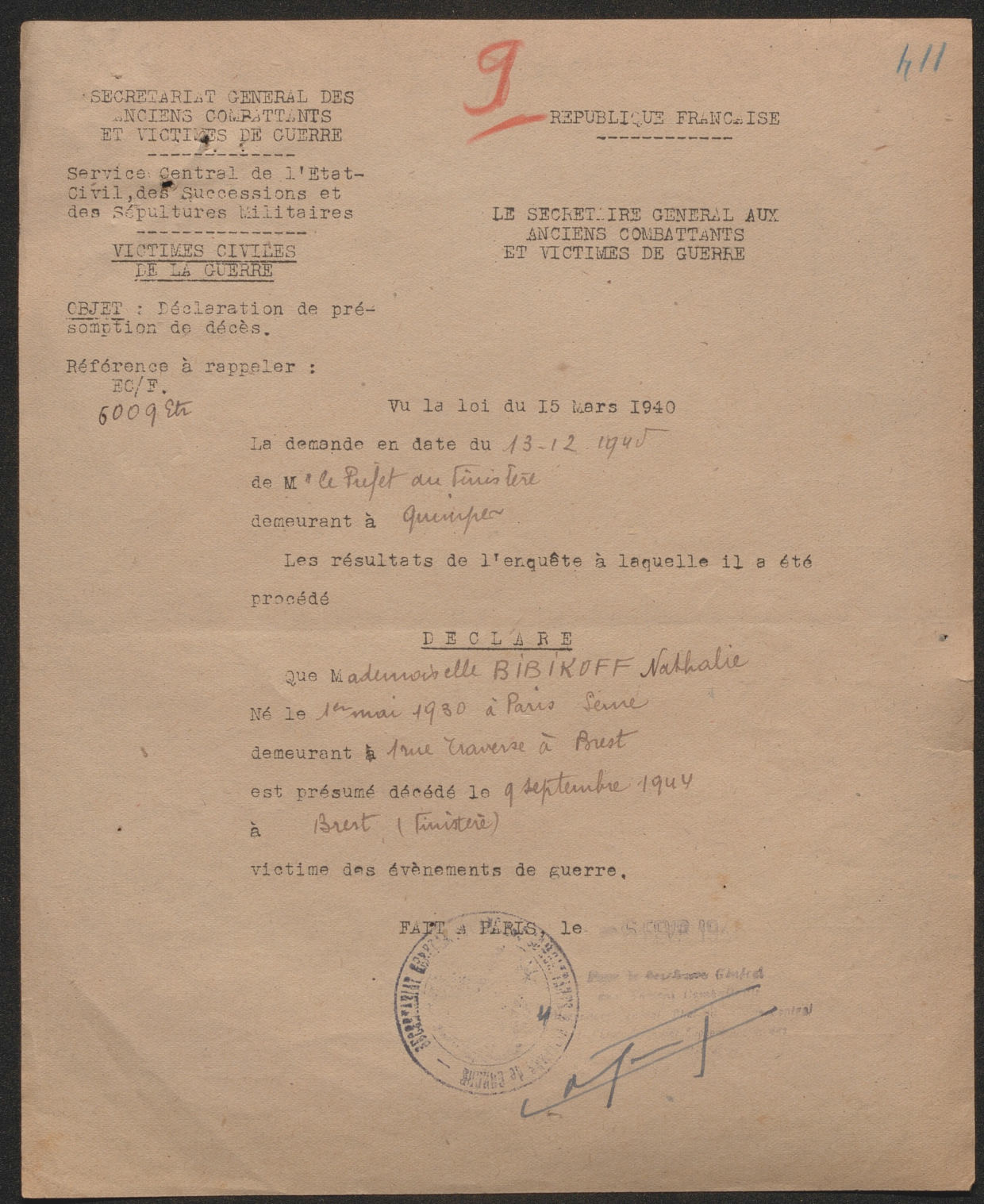
Свидетельство о смерти Натальи Бибиковой

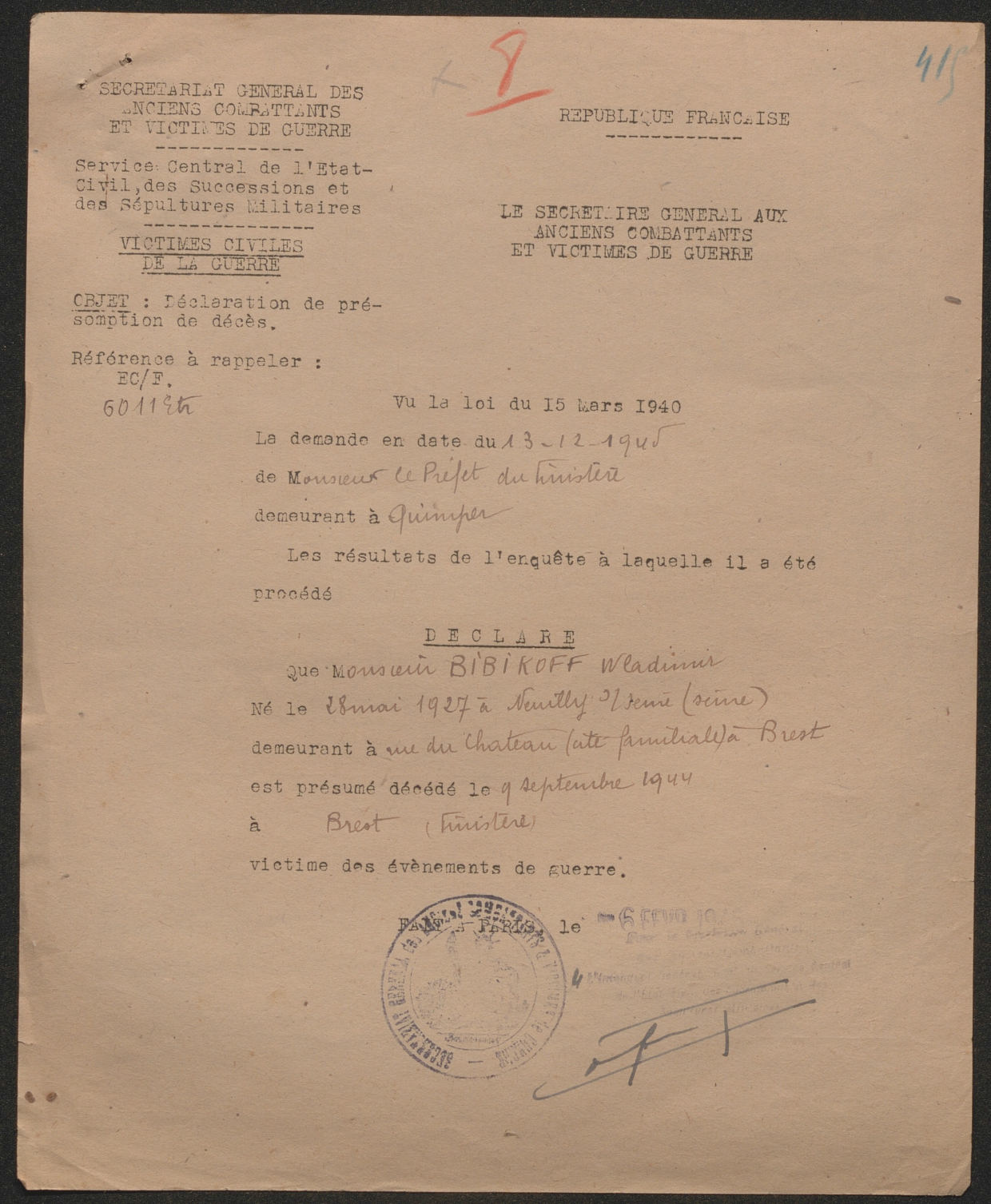
Свидетельство о смерти Владимира Бибикова

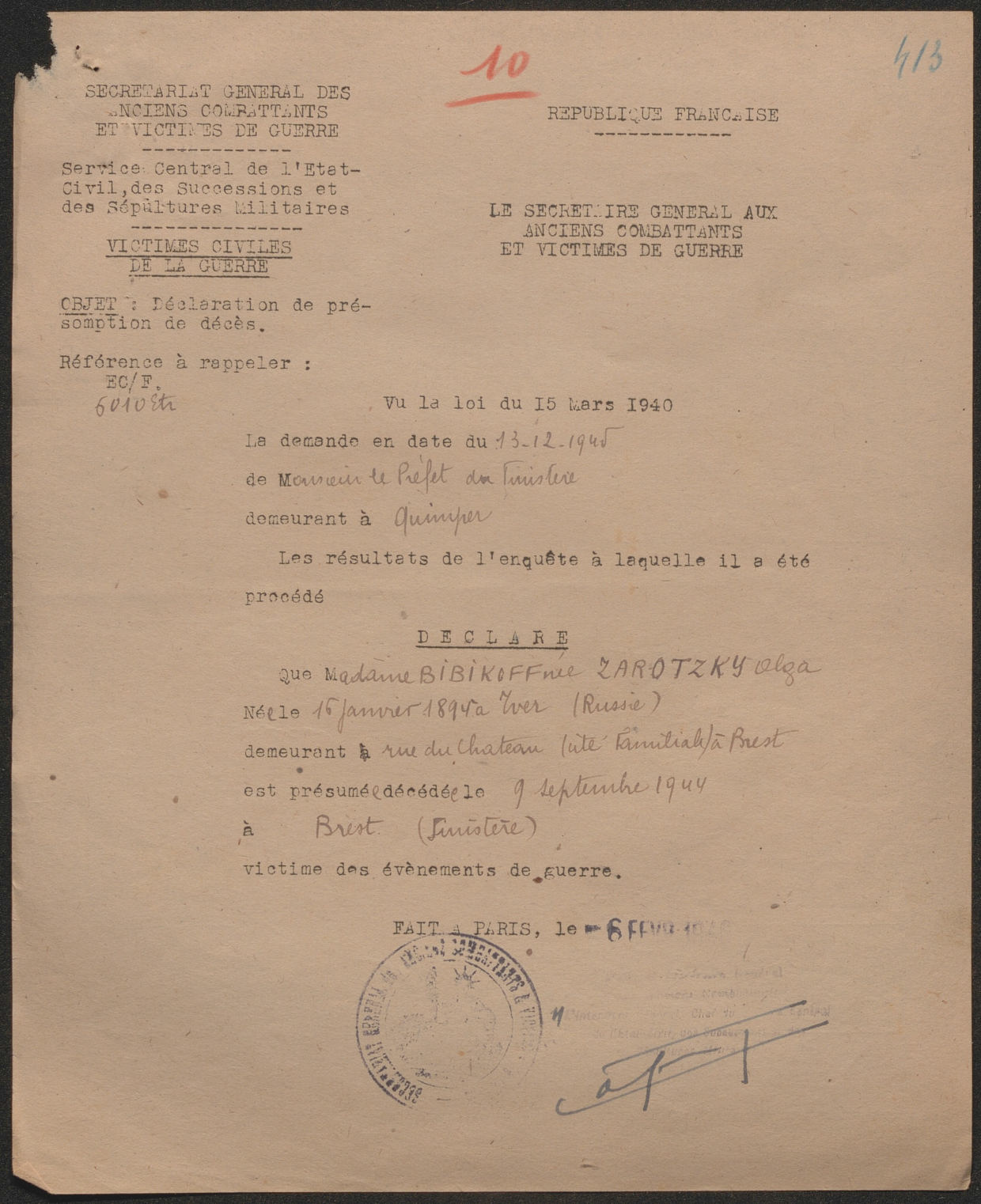
Свидетельство о смерти Ольги Бибиковой

## Награды
- Знак в память 200-летнего юбилея морского корпуса (1901)
- Золотой знак в память об окончании курса наук Морского Корпуса (1910)
- Орден Святой Анны 3-й степени (1912)
- Светло-бронзовая медаль в память 300-летия Царствования дома Романовых (1913)
- Орден Святого Станислава 2-й степени (6.12.1914)
- Мечи к Ордену Святого Станислава 2-й степени (8.6.1915)
- Светло-бронзовая медаль в память 200-летия Гангутского сражения (1915)
- Орден Святого Владимира 4-й степени с мечами и бантом (5.10.1915)
- Георгиевское оружие (ВП № 302 от 25.04.1916)[23]